# Bathypogon douglasi
Bathypogon douglasi är en tvåvingeart som beskrevs av Hull 1958. Bathypogon douglasi ingår i släktet Bathypogon och familjen rovflugor. Inga underarter finns listade i Catalogue of Life.